# Замок Кауд
Замок Кауд (англ. Cowd Castle) — один із замків Ірландії, розташований у графстві Даун, Північна Ірландія, біля селища Ардгласс. Замок Кауд знаходиться по іншу сторону від дороги від замку Маргарити, біля входу в гольф-клуб Ардгласс. Замок Кауд являє собою замок баштового типу, це двоповерхова вежа, побудована наприкінці XV століття. Вхід у замок розташований у західній стіні. Збереглися настінні сходи на верхній поверх (заблоковані). Нині замок є пам'яткою історії та архітектури і охороняється законом. Біля селища Ардгласс збереглося 6 замків, їх можна побачити і нині. Серед них: замок Ардгласс, замок Кауд, замок Маргарити, замок Джордан.